# Mistrovství Jižní Ameriky ve fotbale 1941
Mistrovství Jižní Ameriky ve fotbale 1941 bylo 16. mistrovství pořádané fotbalovou asociací CONMEBOL. Vítězem se stala Argentinská fotbalová reprezentace.

## Tabulka
| Tým       | Z | V | R | P | VG | IG | +/- | B |
| --------- | - | - | - | - | -- | -- | --- | - |
| Argentina | 4 | 4 | 0 | 0 | 10 | 2  | +8  | 8 |
| Uruguay   | 4 | 3 | 0 | 1 | 10 | 1  | +9  | 6 |
| Chile     | 4 | 2 | 0 | 2 | 6  | 3  | +3  | 4 |
| Peru      | 4 | 1 | 0 | 3 | 5  | 5  | 0   | 2 |
| Ekvádor   | 4 | 0 | 0 | 4 | 1  | 21 | -20 | 0 |

- Týmy  Bolívie,  Brazílie a  Paraguay se vzdaly účasti.

## Zápasy
| 2. února 1941                                   |     |         |                                                             |
| Chile                                           | 5:0 | Ekvádor | Estadio Nacional de Chile, Santiago de Chile diváci: 40 000 |
| Toro 10' Sorrel 18' 78' Pérez 25' Contreras 43' |     |         | Estadio Nacional de Chile, Santiago de Chile diváci: 40 000 |

| 9. února 1941                                              |     |         |                                                             |
| Uruguay                                                    | 6:0 | Ekvádor | Estadio Nacional de Chile, Santiago de Chile diváci: 70 000 |
| Rivero 9' 23' 87' Gambetta 16' Porta 39' Laurido 75' (vl.) |     |         | Estadio Nacional de Chile, Santiago de Chile diváci: 70 000 |

| 9. února 1941 |     |      |                                                             |
| Chile         | 1:0 | Peru | Estadio Nacional de Chile, Santiago de Chile diváci: 70 000 |
| Pérez 20'     |     |      | Estadio Nacional de Chile, Santiago de Chile diváci: 70 000 |

| 12. února 1941 |     |              |                                                             |
| Argentina      | 2:1 | Peru         | Estadio Nacional de Chile, Santiago de Chile diváci: 45 000 |
| Moreno 2' 72'  |     | Socarraz 53' | Estadio Nacional de Chile, Santiago de Chile diváci: 45 000 |

| 16. února 1941                         |     |            |                                                             |
| Argentina                              | 6:1 | Ekvádor    | Estadio Nacional de Chile, Santiago de Chile diváci: 70 000 |
| Marvezzi 3' 17' 28' 39' 59' Moreno 30' |     | Freire 47' | Estadio Nacional de Chile, Santiago de Chile diváci: 70 000 |

| 16. února 1941           |     |       |                                                             |
| Uruguay                  | 2:0 | Chile | Estadio Nacional de Chile, Santiago de Chile diváci: 70 000 |
| Cruche 35' Chirimini 78' |     |       | Estadio Nacional de Chile, Santiago de Chile diváci: 70 000 |

| 23. února 1941                        |     |         |                                                             |
| Peru                                  | 4:0 | Ekvádor | Estadio Nacional de Chile, Santiago de Chile diváci: 48 000 |
| T. Fernández 25' 32' 48' Vallejas 36' |     |         | Estadio Nacional de Chile, Santiago de Chile diváci: 48 000 |

| 23. února 1941 |     |         |                                                             |
| Argentina      | 1:0 | Uruguay | Estadio Nacional de Chile, Santiago de Chile diváci: 48 000 |
| Sastre 53'     |     |         | Estadio Nacional de Chile, Santiago de Chile diváci: 48 000 |

| 26. února 1941          |     |      |                                                             |
| Uruguay                 | 2:0 | Peru | Estadio Nacional de Chile, Santiago de Chile diváci: 20 000 |
| Riephoff 37' Varela 70' |     |      | Estadio Nacional de Chile, Santiago de Chile diváci: 20 000 |

| 4. března 1941 |     |       |                                                             |
| Argentina      | 1:0 | Chile | Estadio Nacional de Chile, Santiago de Chile diváci: 70 000 |
| García 71'     |     |       | Estadio Nacional de Chile, Santiago de Chile diváci: 70 000 |